# Hyphovatus prapatensis
Hyphovatus prapatensis is een keversoort uit de familie waterroofkevers (Dytiscidae). De wetenschappelijke naam van de soort is voor het eerst geldig gepubliceerd in 1994 door Wewalka & Biström.